# Ácido 6-aminopenicilânico
O ácido 6-aminopenicilânico (6-APA) é um composto químico que forma o núcleo fundamental da molécula dos antibióticos do grupo das penicilinas e é utilizado na fabricação de penicilinas sintéticas.  A estrutura compreende um anel beta-lactâmico ligado a um anel tiazolidínico. A adição de diferentes moléculas sobre o 6-aminopenicilânico determina a farmacologia essencial e as propriedades antibacterianas dos compostos assim formados.

## Preparação
O 6-APA é preparado a partir da penicilina G obtida por fermentação. A cadeia lateral é removida por via microbiológica, enzimática ou química da seguinte forma. Um método químico para a preparação do 6-APA foi proposto a partir do ácido 6- (2-fenilacetamido) penicilânico (ou penicilina G):